# Bicchieri di Vicarello

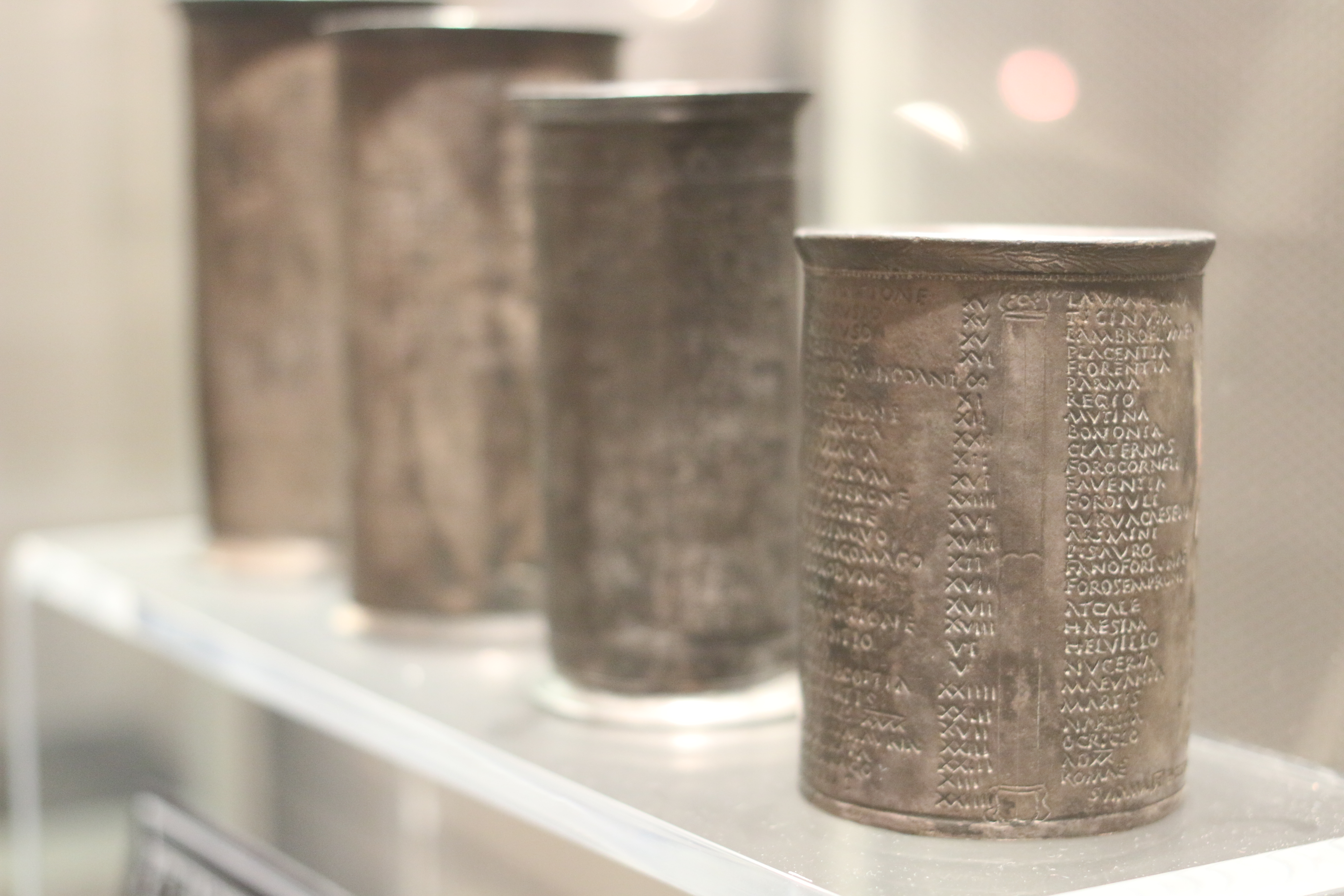
Bicchieri di Vicarello (Museo Nazionale Romano)

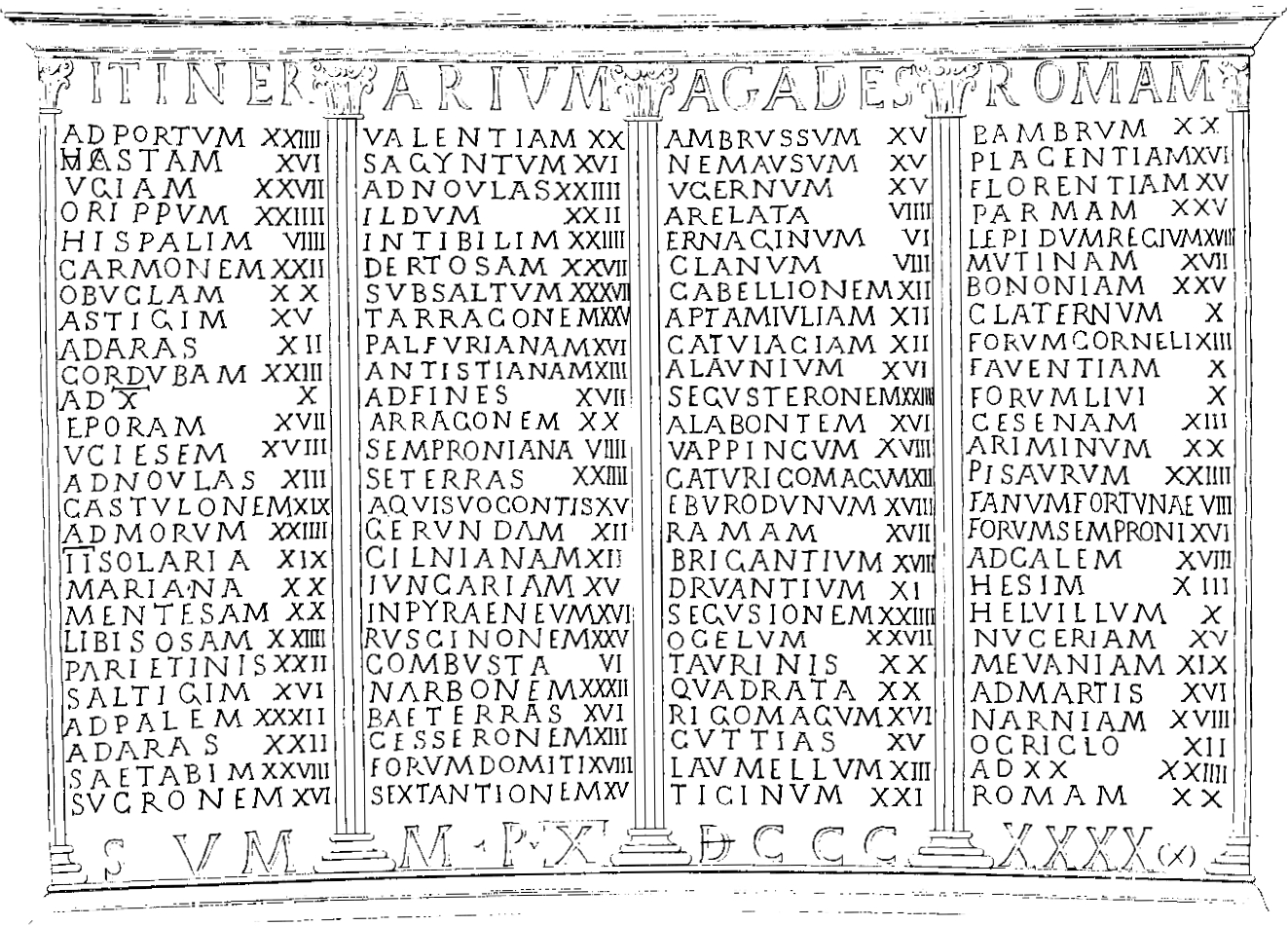
Un vaso da La stipe tributata alle divinità delle Acque Apollinari

I bicchieri di Vicarello (o vasi di Vicarello) sono quattro bicchieri in argento ritrovati nel 1852 presso la fonte termale delle Aquae Apollinares, a Vicarello, sul lago di Bracciano.

## Storia
I bicchieri vennero scoperti nel 1852, quando venne demolito il vecchio stabilimento termale di Vicarello per costruirne uno più moderno. Furono trovati all'interno della fenditura nella roccia da cui sgorgano le acque termali, insieme ad un "tesoro", costituito da circa 5.000 monete in bronzo di origine greca, etrusca e romana (fra cui circa 400 kg di aes rude), 34 vasi (3 d'oro, 25 d'argento, 6 di bronzo) di cui 12 recanti incisioni, fra cui quelli con l'itinerario gaditano, e vari oggetti metallici fra cui alcuni piatti, statuine in bronzo e altro materiale.
I reperti della stipe di Vicarello, tra cui i bicchieri, sono principalmente conservati al Museo Nazionale Romano, mentre una selezione del materiale numismatico si trova ai Musei Vaticani. La collezione che inizialmente andò al Museo kircheriano è poi confluita anch'essa nel Museo nazionale romano. È ritenuto probabile che numerosi reperti numismatici siano stati trafugati al momento della scoperta.

## Descrizione
Datati al I secolo d.C., sono di forma cilindrica e portano inciso sulla parte esterna l'itinerario via terra da Gades (Cadice) a Roma (Itinerarium gaditanum), con l'indicazione della varie stazioni intermedie (mansio) e le relative distanze.
I bicchieri alti da 95 a 115 mm hanno la forma di pietre miliari e portano incise su quattro colonne le 104 stazioni fra Gades e Roma per un totale di 1840 miglia romane (2.723,2 km).

## Interpretazioni
Si ritiene che il tesoro rinvenuto insieme ai bicchieri facesse parte di una stipe votiva costituita dai doni che i malati che si recavano alla fonte termale delle Aquae Apollinares sacrificavano agli dei protettori del luogo (Apollo) in segno votivo o augurale.
La presenza dei bicchieri con inciso l'itinerario gatidano all'interno della stipe votiva, ha sollevato diverse domande. Infatti i bicchieri non sembrano avere alcun rapporto con il dio protettore cui la stipe era con ogni probabilità destinata, e inoltre il percorso inciso non passa per Vicarello, ma giunge a Roma per la via Flaminia, passando per Narnia (Narni) e Ocriculum (Otricoli), qualche decina di km più a est. Un'ipotesi è quella che i bicchieri siano stati donati ad Apollo, come ringraziamento per il viaggio fatto, da dei mercanti gaditani che si stavano recando a Roma per commerciare i loro prodotti. Quest'ipotesi tuttavia non spiega perché questi mercanti avessero preferito percorrere un itinerario terrestre di oltre 2.500 km, invece che seguire le loro merci, che sicuramente giungevano a Roma via mare in modo più veloce ed economico.
Una seconda ipotesi è che questi bicchieri siano stati donati da viaggiatori provenienti dalla Spagna ad un nobile senatore romano, Lucio Iunio Cesennio Peto (parente dell'imperatore Domiziano che aveva una villa nel borgo di Vicarello), e che successivamente questi abbia utilizzato i quattro bicchieri per farne dono alle divinità protettrici del luogo.